# Тёрнер, Герберт Холл
Герберт Холл Тёрнер (англ. Herbert Hall Turner, 13 августа 1861, Лидс, Уэст-Йоркшир — 20 августа 1930, Стокгольм) — английский астроном и сейсмолог.

## Биография
Родился в Лидсе, окончил Тринити-колледж (Кембридж) в 1882 году, работал в Гринвичской обсерватории (1884—1893), с 1893 — профессор Оксфордского университета и директор университетской обсерватории.
Президент Королевского астрономического общества в 1903−1904 гг. Член-корреспондент Парижской АН (1908). Президент сейсмологической секции Международного геофизического союза с 1922 года. Скоропостижно скончался в 1930 году на конференции в Стокгольме.
Основные труды в области астрофотографии и фотографической астрометрии, сейсмологии.
В 1896 году впервые применил целостат в установке для наблюдения солнечной короны во время затмения. Разработал метод определения точного положения звёзд по фотографиям (метод Тернера). Под его руководством в Оксфордской обсерватории проведена работа по составлению астрофизического каталога звёзд по программе «Карты неба». С 1913 года уделял большое внимание развитию сейсмологии. Автор популярных книг по астрономии.
В его честь названы кратер на Луне и астероид (1186) Тернера, открытый 1 августа 1929 года южноафриканским астрономом Сирилом Джексоном в обсерватории Йоханнесбурга.